# Луцький завод синтетичної шкіри
Луцький завод синтетичних шкір — промислове підприємство в місті Луцьк Волинської області.
Перше підприємство в СРСР, яке освоїло дослідно-промислове виробництво синтетичних шкір на голкопробивній волокнистій основі з просоченням, нанесенням лицьового шару і обробкою розчинами поліефіруретанов в диметилформаміді.

## Історія

### 1968—1991
Будівництво підприємства (спочатку мав назву Луцький завод синтетичних шкір і взуттєвих картонів) почалося в 1968 році відповідно до восьмим п'ятирічним планом розвитку народного господарства СРСР, в 1973 році була введена в дію перша черга заводу.
У 1975 році фахівцями підприємства було вдосконалено технологію виробництва картону для взуттєвих устілок.
У 1976 році була введена в експлуатацію друга черга заводу.
На початку 1980х років на підприємстві почалося впровадження автоматизованої системи управління технологічними процесами.
Станом на початок 1981 року завод випускав синтетичну шкіру для верху взуття, формовані задники і взуттєвої картон, при цьому синтез необхідних для виробництва штучної шкіри поліуретанів проводився на підприємстві.
У серпні 1982 року було прийнято рішення про збільшення виробництва заводом товарів народного споживання, відповідно до якого навесні 1986 рокі було затверджено рішення про розширення підприємства .
Модернізація виробничих потужностей була виконана в 1987—1990 роки.
За радянських часів завод працював у виробничій кооперації з Луцької взуттєвою фабрикою і входив в число основних промислових підприємств міста.

### Після 1991
У травні 1995 року Кабінет міністрів України затвердив рішення про приватизацію заводу протягом 1995 року, в подальшому державне підприємство було перетворено в товариство з обмеженою відповідальністю.
На початку 2000х років частина невикористовуваних виробничих площ заводу була передана під спорудження міні-НПЗ проектною потужністю 5 тис. Тонн нафтопродуктів на рік. У другому півріччі 2002 року українсько-польська компанія «НафтаПол» розпочала монтаж крекінг-установки по утилізації відпрацьованих машинних олив і установки ректифікації бензину (комплект технологічного обладнання німецького виробництва був виготовлений компанією «VEB Mashinen- und Apparatbau Grimma») .
Вступ України в СОТ в травні 2008 року (з подальшим переходом на систему стандартизації палива відповідно до законодавства Євросоюзу) і почався в 2008 році економічна криза ускладнили реалізацію проекту. Польський партнер проекту «Naftopol SA» вийшов з спільного підприємства, а його українські засновники почали пошук відсутніх 4,5 млн. Гривень інвестицій, необхідних для запуску міні-НПЗ. Проведена 23 грудня 2009 року скасування Державним комітетом України з питань технічного регулювання та споживчої політики технічних умов на компоненти бензинів КБ-92 і КБ-95 в значній мірі зменшила рентабельність переробки нафти і газового конденсату на міні-НПЗ і до початку 2010 року цей проект був зупинений.
Станом на початок 2011 року завод входив до числа найбільших діючих підприємств міста.